# Umetnostno drsanje na Zimskih olimpijskih igrah 1932
Umetnostno drsanje na Zimskih olimpijskih igrah 1932.

## Dobitniki medalj
| Tekma  | Zlato                          | Srebro                             | Bron                            |
| Moški  | Karl Schäfer                   | Gillis Grafström                   | Montgomery Wilson               |
| Ženske | Sonja Henie                    | Fritzi Burger                      | Maribel Vinson                  |
| Pari   | Andrée Brunet in Pierre Brunet | Beatrix Loughran in Sherwin Badger | Emilie Rotter in László Szollás |